# Barbion à croupion jaune
Pogoniulus bilineatus
Espèce
Statut de conservation UICN

 LC  : Préoccupation mineure
Le Barbion à croupion jaune  (Pogoniulus bilineatus) est une espèce d'oiseaux de la famille des Lybiidae.

## Répartition et sous-espèces
Selon la classification de référence du Congrès ornithologique international (15.1, 2025) il se répartit en six sous-espèces (ordre phylogénique) :
- P. b. leucolaimus (J. Verreaux & E. Verreaux, 1851) — de la Sénégambie à l'Ouganda et le nord de l'Angola ;
- P. b. poensis (Alexander, 1908) — Bioko ;
- P. b. mfumbiri (Ogilvie-Grant, 1907) — du sud-ouest de l'Ouganda à la Zambie ;
- P. b. jacksoni (Sharpe, 1897) — du Kenya au nord-ouest de la Tanzanie ;
- P. b. fischeri (Reichenow, 1880) — littoral kenyan et nord-est tanzanien ;
- P. b. bilineatus (Sundevall, 1850) — du sud-est de la Tanzanie à l'est de l'Afrique du Sud.